# Wild Honey Pie
Wild Honey Pie (Lennon/McCartney) är en låt av The Beatles från 1968.

## Låten och inspelningen
Denna låt, som mest består av titeln som upprepas till akustisk gitarr, snodde Paul McCartney ihop på egen hand direkt efter att ha spelat in Mother Nature's Son 20 augusti. Trummorna hade han placerat ute i korridoren eftersom det endast var där han slutligen fick det ljud han ville ha. Låten kom med på LP:n The Beatles, som utgavs i England och USA 22 november respektive 25 november 1968.